# HaSpo Bayreuth
Der Handballsportverein Bayreuth, kurz HaSpo Bayreuth, ist ein Zusammenschluss der beiden Handballabteilungen der Sportvereine BSV ’98 und Bayreuther TS.
Ab der Saison 2020/21 bis zur Saison 2022/23 spielte die erste Herren-Mannschaft in der 3. Liga.
Die erste Frauenmannschaft spielte in der viertklassigen Bayernliga.

## Geschichte
Im Frühjahr 2001 schlossen sich die Handballabteilungen des BSV ’98 und des Bayreuther TS zum Handballsportverein Bayreuth zusammen. Die einzelnen Vereine bleiben aber weiterhin unabhängig voneinander aktiv.
Mit dieser Handballspielgemeinschaft schaffte man in der Saison 2019/20 den Aufstieg im Herrenbereich in die 3. Liga. 2023 stieg die Männermannschaft in die Bayernliga ab.

### Erfolge

#### HaSpo Bayreuth
| Männer - Aufstieg in die 3. Liga (Handball) 2020 - Aufstieg in die Regionalliga Süd (3. Liga) 2004 - Bayerischer Meister (4. Liga) 2004 - Bayerischer Vizemeister (4. Liga) 2020, 2025 - Teilnahme am DHB-Pokal 2010/11, 2008/09 | Frauen - Aufstieg in die 3. Liga (Frauen) 2014 - Bayerischer Meister (Frauen) 2014 - Teilnahme am DHB-Pokal der Frauen 2006/07, 2007/08, 2008/09, 2010/11, 2011/12 - -Pokalsieger 2006, 2007, 2008, 2011 - Aufstieg in die Regionalliga 2025 - Nordbayerischer Oberligameister 2025 |

#### BSV 98 Bayreuth
- Aufstieg in die Regionalliga Süd (3. Liga) 1993
- Bayerischer Meister (4. Liga) 1993
- Aufstieg in die Bayernliga (4. Liga) 1982, 1987, 1999
- Nordbayerischer Meister 1982, 1987, 1999
- Bayerischer Vizemeister 1988, 1989

#### Bayreuther TS
- Nordbayerischer Vizemeister 1988
- Aufstieg in die Bayernliga 1988

### Spielerpersönlichkeiten
- Jörn Ilper
- Philipp Müller
- Matthias Werner
- Alfred Kałuziński
- Julius Meyer-Siebert